# Bene mobile
I beni mobili sono, secondo la legge italiana, tutti i beni che non sono ricompresi nel novero dei beni immobili.
Sono definiti come tali, in modo residuale, dall'art. 812, 3° comma del codice civile italiano.

## Caratteristiche
Per comprendere quindi quali beni, in effetti, possano essere classificati come mobili, dobbiamo far ricorso alla definizione che l'art. 812 c.c. dà dei beni immobili: "Sono beni immobili il suolo, le sorgenti e i corsi d'acqua, gli alberi, gli edifici e le altre costruzioni, anche se unite al suolo a scopo transitorio, e in genere tutto ciò che naturalmente o artificialmente è incorporato al suolo. Sono reputati immobili i mulini, i bagni e gli altri edifici galleggianti quando sono saldamente assicurati alla riva o all'alveo e sono destinati ad esserlo in modo permanente per il loro uso. Sono mobili tutti gli altri beni."
La norma, quindi, tende a ricomprendere nella categoria dei beni mobili tutti quei beni che non possono essere classificati come immobili. La distinzione fra le due categorie risulta importante, poiché la legge sancisce tutele e modalità di trasferimento differenti per i due tipi di beni.

## Tipi
I beni mobili si differenziano, a loro volta, in:
- beni mobili veri e propri che, per il trasferimento, non necessitano di forma scritta ad substantiam;
- beni mobili registrati, ossia quei beni (art. 815 c.c.) che sono iscritti in pubblici registri.

### Beni mobili registrati
I beni mobili registrati sono soggetti alla disciplina, particolare, prevista per i beni iscritti in un particolare registro. Ad esempio, le autovetture sono soggette a particolare regolamentazione proprio perché iscritte al Pubblico Registro Automobilistico (PRA); allo stesso modo le navi e gli aeromobili seguono la disciplina dettata ad hoc dal legislatore.
In particolare, le navi e gli aeromobili sono disciplinati (almeno per quanto riguarda il trasferimento di diritti) in maniera non dissimile dai beni immobili; sarà, ad esempio, richiesta la forma scritta ad substantiam per un eventuale atto di vendita.

## Leenergie
In ossequio all'art. 814 c.c., sono considerate beni mobili anche le energie.
Vengono annoverate fra i beni mobili le energie che possono essere valutate economicamente come, ad esempio, l'energia elettrica, quella termica, quella radioelettrica, e così via.
Le energie umane, invece, sono oggetto di discipline separate da parte del nostro ordinamento; l'energia fisica sarà disciplinata dalla normativa sul lavoro, mentre l'energia mentale troverà protezione nella normativa relativa alle opere di ingegno.
Inoltre con sentenza 11959/2020, la cassazione penale afferma che è da considerarsi tale anche il dato informatico.